# Olga Mioduszewska
Olga Teresa Mioduszewska, z domu Orłowska (ur. 3 lutego 1927 r. w Wilnie, zm. 14 czerwca 2018 r. w Warszawie) – polska lekarka, patomorfolożka, profesor i doktor habilitowana nauk medycznych.
Była córką profesora Uniwersytetu Stefana Batorego w Wilnie, lekarza internisty Zenona Orłowskiego i Olgi Ryżkow. Jej stryjem był Witold Eugeniusz Orłowski profesor medycyny i internista.
W latach 1963–1971 była kierowniczką Pracowni Histopatologicznej Ośrodka Onkologicznego w Łodzi. Wieloletnia pracownica warszawskiego Centrum Onkologii, gdzie kierowała Pracownią Technik Specjalnych, a później także Zakładem Patologii. Specjalizowała się w patomorfologii chorób układu chłonnego, będąc w tej dziedzinie największym autorytetem w Polsce. W Pracowni Technik Specjalnych wprowadziła i rozwijała badania naukowe nad chłoniakami, tworząc ośrodek referencyjny w tej dziedzinie.
Olga Mioduszewska była członkiem Europejskiego Klubu Chłoniaków (jedynym patologiem w tym gronie z Europy Środkowej i jednocześnie jedyną kobietą), gdzie pod kierunkiem Karla Lennerta z Uniwersytetu w Kilonii powstała Klasyfikacja Kilońska Chłoniaków Złośliwych, zalążek klasyfikacji współczesnej. Była honorowym członkiem Polskiego Towarzystwa Patologów oraz mentorką i współtwórczynią Polskiej Grupy Badawczej Chłoniaków.